# لوس كابوس يونايتد
لوس كابوس يونايتد (Los Cabos United) هو فريق كرة قدم محترف مكسيكي مقره لوس كابوس، باجا كاليفورنيا سور، سيلعب في الدوري المكسيكي الممتاز ابتداءً من موسم 2022–23.